# 長野県立信州医療センター
長野県立信州医療センター（ながのけんりつしんしゅういりょうせんたー）は長野県須坂市にある医療機関。地方独立行政法人長野県立病院機構が運営している。

## 沿革
- 1948年（昭和23年）6月1日 - 日本医療団の解散に伴い病院が長野県に移管され長野県立須坂病院となる。
- 1959年（昭和34年）9月7日 - 長野県立須坂病院付属高等看護学校を開校する。
- 1962年（昭和37年）4月1日 - 総合病院として認可される。
- 1964年（昭和39年）8月13日 - 救急告示病院に告示される。
- 2010年（平成22年）4月1日 - 地方独立行政法人長野県立病院機構に運営移管。

## 診療科目
- 内科
- 神経内科
- 循環器科
- 脳神経外科
- 小児科
- 外科
- 整形外科
- 形成外科
- 皮膚科
- 泌尿器科
- 産婦人科
- 眼科
- 耳鼻咽喉科
- 放射線科
- 麻酔科
- リハビリテーション科
- 精神科

## 医療機関の指定等
- 保険医療機関
- 労災保険指定医療機関
- 指定自立支援医療機関（更生医療・育成医療）
- 臨床研修指定病院
- 身体障害者福祉法指定医の配置されている医療機関
- エイズ治療拠点病院
- 生活保護法指定医療機関
- 特定疾患治療研究事業委託医療機関
- 結核指定医療機関
- 指定養育医療機関
- 戦傷病者特別援護法指定医療機関
- 指定療育機関
- 原子爆弾被害者医療指定医療機関
- 小児慢性特定疾患治療研究事業委託医療機関
- 第一種感染症指定医療機関
- 公害医療機関
- 母体保護法指定医の配置されている医療機関

## 交通
- 長野電鉄長野線、須坂駅下車、バスで須坂病院停留所へ、または徒歩10分、車・タクシーで3分。
- 上信越自動車道須坂長野東ICより車で10分。